# Copitarsia incommoda
Copitarsia incommoda là một loài bướm đêm trong họ Noctuidae.